# Copa do Mundo de Bobsleigh
Desde os Jogos Olímpicos de Inverno de 1984, uma Copa do Mundo de Bobsleigh passou a existir. Abaixo está uma lista de campeões por temporada. Em cada tabela aparece apenas o piloto do trenó.

## Combinado Masculino
Estreia: 1985.
| Temporava | Vencedor                           | Vice-campeão                       | Terceiro                                |
| 1984-85   | Alemanha Ocidental - Anton Fischer |                                    |                                         |
| 1985-86   | Suíça - Ekkehard Fasser            | Estados Unidos - Matt Roy          | Reino Unido - Nick Phipps               |
| 1986-87   | Estados Unidos - Matt Roy          | Alemanha Oriental - Wolfgang Hoppe | Alemanha Ocidental - Anton Fischer      |
| 1987-88   | Áustria - Ingo Appelt              | União Soviética - Jānis Ķipurs     | Alemanha Oriental - Volker Dietrich     |
| 1988-89   | Suíça - Gustav Weder               | Alemanha Oriental - Detlef Richter | Suíça - Nico Baracchi                   |
| 1989-90   | União Soviética - Maris Poikans    | Canadá - Chris Lori                | Alemanha Oriental - Wolfgang Hoppe      |
| 1989-90   | União Soviética - Maris Poikans    | Canadá - Chris Lori                | Alemanha Ocidental - Christian Schebitz |
| 1990-91   | Suíça - Gustav Weder               | Áustria - Ingo Appelt              | Canadá - Chris Lori                     |
| 1990-91   | Suíça - Gustav Weder               | Áustria - Ingo Appelt              | Alemanha - Wolfgang Hoppe               |
| 1991-92   | Alemanha - Wolfgang Hoppe          | Suíça - Gustav Weder               | Canadá - Chris Lori                     |
| 1992-93   | Estados Unidos - Brian Shimer      | Suíça - Gustav Weder               | Itália - Gunther Huber                  |
| 1993-94   | Canadá - Pierre Lueders            | Áustria - Hubert Schösser          | Reino Unido - Mark Tout                 |
| 1994-95   | Canadá - Pierre Lueders            | Suíça - Reto Götschi               | Itália - Gunther Huber                  |
| 1995-96   | Alemanha - Christoph Langen        | Canadá - Pierre Lueders            | Canadá - Chris Lori                     |
| 1996-97   | Itália - Gunther Huber             | Estados Unidos - Brian Shimer      | Canadá - Pierre Lueders                 |
| 1997-98   | Canadá - Pierre Lueders            | Itália - Gunther Huber             | Letônia - Sandis Prusis                 |
| 1998-99   | Alemanha - Christoph Langen        | Suíça - Reto Götschi               | Canadá - Pierre Lueders                 |
| 1999-2000 | Suíça - Marcel Rohner              | Suíça - Christian Reich            | Canadá - Pierre Lueders                 |
| 2000-01   | Alemanha - André Lange             | Suíça - Martin Annen               | Letônia - Sandis Prusis                 |
| 2001-02   | Suíça - Martin Annen               | Suíça - Christian Reich            | Alemanha - André Lange                  |
| 2002-03   | Alemanha - André Lange             | Alemanha - René Spies              | Suíça - Martin Annen                    |
| 2003-04   | Alemanha - André Lange             | Canadá - Pierre Lueders            | Estados Unidos - Todd Hays              |
| 2004-05   | Suíça - Martin Annen               | Rússia - Alexandre Zoubkov         | Canadá - Pierre Lueders                 |
| 2005-06   | Canadá - Pierre Lueders            | Rússia - Alexandre Zoubkov         | Estados Unidos - Todd Hays              |
| 2006-07   | Estados Unidos - Steven Holcomb    | Canadá - Pierre Lueders            | Alemanha - André Lange                  |
| 2007-08   | Alemanha - André Lange             | Rússia - Alexandre Zoubkov         | Estados Unidos - Steven Holcomb         |
| 2008-09   | Rússia - Alexandre Zoubkov         | Suíça - Beat Hefti                 | Alemanha - André Lange                  |
| 2009–10   | Estados Unidos - Steven Holcomb    | Suíça - Ivo Rüegg                  | Alemanha - Thomas Florschütz            |

## Dupla Masculina
Evento não-oficial: 1985-90. Estreia: 1991.
| Temporada | Vencedores                              | Vice-campeões                       | Terceiros                          |
| 1984-85   | Alemanha Ocidental - Anton Fischer      |                                     |                                    |
| 1985-86   | União Soviética - Maris Poikans         | União Soviética - Vyacheslav Savlev | Suíça - Ekkehard Fasser            |
| 1986-87   | Alemanha Ocidental - Anton Fischer      | Estados Unidos - Matt Roy           | Alemanha Oriental - Wolfgang Hoppe |
| 1987-88   | União Soviética - Jānis Ķipurs          | Alemanha Oriental - Volker Dietrich | União Soviética - Zintis Ekmanis   |
| 1988-89   | Suíça - Gustav Weder                    | Alemanha Oriental - Detlef Richter  | Suíça - Nico Baracchi              |
| 1989-90   | Alemanha Ocidental - Christian Schebitz | Canadá - Greg Haydenluck            | União Soviética - Maris Poikans    |
| 1990-91   | Alemanha - Wolfgang Hoppe               | Suíça - Gustav Weder                | Canadá - Chris Lori                |
| 1991-92   | Itália - Gunther Huber                  | Suíça - Gustav Weder                | Alemanha - Rudi Lochner            |
| 1992-93   | Itália - Gunther Huber                  | Suíça - Gustav Weder                | Estados Unidos - Brian Shimer      |
| 1993-94   | Canadá - Pierre Lueders                 | Alemanha - Christoph Langen         | Itália - Gunther Huber             |
| 1994-95   | Canadá - Pierre Lueders                 | Suíça - Reto Götschi                | Itália - Gunther Huber             |
| 1995-96   | Alemanha - Christoph Langen             | Canadá - Pierre Lueders             | Alemanha - Sepp Dostthaler         |
| 1996-97   | Canadá - Pierre Lueders                 | Itália - Gunther Huber              | Estados Unidos - Brian Shimer      |
| 1997-98   | Canadá - Pierre Lueders                 | Itália - Gunther Huber              | Letônia - Sandis Prusis            |
| 1998-99   | Alemanha - Christoph Langen             | Suíça - Reto Götschi                | Canadá - Pierre Lueders            |
| 1999-2000 | Suíça - Christian Reich                 | Suíça - Reto Götschi                | Suíça - Marcel Rohner              |
| 2000-01   | Suíça - Martin Annen                    | Alemanha - René Spies               | Alemanha - André Lange             |
| 2001-02   | Suíça - Martin Annen                    | Canadá - Pierre Lueders             | Suíça - Christian Reich            |
| 2002-03   | Canadá - Pierre Lueders                 | Alemanha - René Spies               | Alemanha - André Lange             |
| 2003-04   | Alemanha - Christoph Langen             | Canadá - Pierre Lueders             | Alemanha - André Lange             |
| 2004-05   | Suíça - Martin Annen                    | Canadá - Pierre Lueders             | Rússia - Alexandre Zoubkov         |
| 2005-06   | Canadá - Pierre Lueders                 | Rússia - Alexandre Zoubkov          | Estados Unidos - Todd Hays         |
| 2006-07   | Estados Unidos - Steven Holcomb         | Canadá - Pierre Lueders             | Alemanha - André Lange             |
| 2007-08   | Alemanha - André Lange                  | Suíça - Ivo Rüegg                   | Rússia - Alexandre Zoubkov         |
| 2008-09   | Suíça - Beat Hefti                      | Alemanha - André Lange              | Alemanha - Thomas Florschuetz      |
| 2009–10   | Suíça - Ivo Rüegg                       | Alemanha - Thomas Florschütz        | Alemanha - Karl Angerer            |

## Equipe Masculina
Evento não-oficial: 1985-90. Estreia: 1991.
| Temporada | Vencedores                     | Vice-campeões                      | Terceiros                              |
| 1984-85   | Estados Unidos - Jeffrey Jost  |                                    |                                        |
| 1985-86   | Suíça - Ekkehard Fasser        | Áustria - Walter Delle Karth       | Estados Unidos - Matt Roy              |
| 1986-87   | Estados Unidos - Matt Roy      | Alemanha Oriental - Wolfgang Hoppe | Áustria - Peter Kienast                |
| 1987-88   | Áustria - Ingo Appelt          | none awarded                       | Alemanha Oriental - Volker Dietrich    |
| 1987-88   | Áustria - Peter Kienast        | none awarded                       | Alemanha Oriental - Volker Dietrich    |
| 1988-89   | Áustria - Ingo Appelt          | Suíça - Gustav Weder               | Áustria - Peter Kienast                |
| 1989-90   | Canadá - Chris Lori            | União Soviética - Maris Poikans    | Alemanha Oriental - Dietmar Falkenberg |
| 1990-91   | Suíça - Gustav Weder           | Áustria - Ingo Appelt              | Canadá - Chris Lori                    |
| 1991-92   | Alemanha - Wolfgang Hoppe      | Suíça - Gustav Weder               | Reino Unido - Mark Tout                |
| 1992-93   | Estados Unidos - Brian Shimer  | Canadá - Chris Lori                | Alemanha - Wolfgang Hoppe              |
| 1993-94   | Áustria - Hubert Schösser      | Alemanha - Dirk Wiese              | Reino Unido - Mark Tout                |
| 1994-95   | Canadá - Pierre Lueders        | Reino Unido - Mark Tout            | Alemanha - Dirk Wiese                  |
| 1995-96   | Alemanha - Wolfgang Hoppe      | Alemanha - Christoph Langen        | Canadá - Chris Lori                    |
| 1996-97   | Suíça - Marcel Rohner          | Alemanha - Wolfgang Hoppe          | Itália - Gunther Huber                 |
| 1997-98   | Alemanha - Harald Czudaj       | Suíça - Marcel Rohner              | Áustria - Hubert Schösser              |
| 1998-99   | Alemanha - Christoph Langen    | Suíça - Marcel Rohner              | Alemanha - André Lange                 |
| 1999-2000 | Suíça - Marcel Rohner          | Letônia - Sandis Prusis            | Canadá - Pierre Lueders                |
| 2000-01   | Alemanha - André Lange         | Letônia - Sandis Prusis            | Alemanha - Matthias Benesch            |
| 2001-02   | Suíça - Martin Annen           | Alemanha - André Lange             | Suíça - Christian Reich                |
| 2002-03   | Alemanha - André Lange         | Letônia - Sandis Prusis            | Suíça - Ralph Rüegg                    |
| 2003-04   | Alemanha - André Lange         | Rússia - Alexandre Zoubkov         | Estados Unidos - Todd Hays             |
| 2004-05   | Rússia - Alexandre Zoubkov     | Suíça - Martin Annen               | Canadá - Pierre Lueders                |
| 2005-06   | Rússia - Alexandre Zoubkov     | Canadá - Pierre Lueders            | Suíça - Martin Annen                   |
| 2006-07   | Rússia - Yevgeni Popov         | Estados Unidos - Steven Holcomb    | Suíça - Martin Annen                   |
| 2007-08   | Alemanha - André Lange         | Rússia - Alexandre Zoubkov         | Letônia - Janis Minins                 |
| 2008-09   | Rússia - Alexandre Zoubkov     | Letônia - Janis Minins             | Alemanha - André Lange                 |
| 2009–10   | Estados Unidos - Steve Holcomb | Letônia - Janis Minins             | Alemanha - André Lange                 |

## Dupla Feminina
Estreia: 1995.
| Temporada | Vencedoras                         | Vice-campeãs                    | Terceiras                        |
| 1994-95   | Suíça - Claudia Bühlmann           |                                 |                                  |
| 1995-96   | Suíça - Françoise Burdet           |                                 |                                  |
| 1996-97   | Suíça - Françoise Burdet           |                                 |                                  |
| 1997-98   | Suíça - Françoise Burdet           |                                 |                                  |
| 1998-99   | Suíça - Françoise Burdet           | Estados Unidos - Jean Racine    | Reino Unido - Michelle Coy       |
| 1999-2000 | Estados Unidos - Jean Racine       | Estados Unidos - Jill Bakken    | Suíça - Françoise Burdet         |
| 2000-01   | Estados Unidos - Jean Racine       | Alemanha - Sandra Prokoff       | Estados Unidos - Bonny Warner    |
| 2001-02   | Alemanha - Susi Erdmann            | Alemanha - Sandra Prokoff       | Estados Unidos - Jean Racine     |
| 2002-03   | Alemanha - Susi Erdmann            | Alemanha - Sandra Prokoff       | Itália - Gerda Weissensteiner    |
| 2003-04   | Alemanha - Sandra Prokoff          | Estados Unidos - Jean Racine    | Alemanha - Susi Erdmann          |
| 2003-04   | Alemanha - Sandra Prokoff          | Estados Unidos - Jean Racine    | Itália - Gerda Weissensteiner    |
| 2004-05   | Alemanha - Sandra Prokoff-Kiriasis | Alemanha - Cathleen Martini     | Alemanha - Susi Erdmann          |
| 2005-06   | Alemanha - Sandra Kiriasis         | Canadá - Helen Upperton         | Estados Unidos - Shauna Rohbock  |
| 2006-07   | Alemanha - Sandra Kiriasis         | Estados Unidos - Shauna Rohbock | Alemanha - Cathleen Martini      |
| 2007-08   | Alemanha - Sandra Kiriasis         | Alemanha - Cathleen Martini     | Canadá - Helen Upperton          |
| 2008-09   | Alemanha - Sandra Kiriasis         | Alemanha - Cathleen Martini     | Reino Unido - Nicole Minichiello |
| 2009-10   | Alemanha - Sandra Kiriasis         | Canadá - Kaillie Humphries      | Alemanha - Cathleen Martini      |